# Tatjana Wassilewna Schlykowa-Granatowa

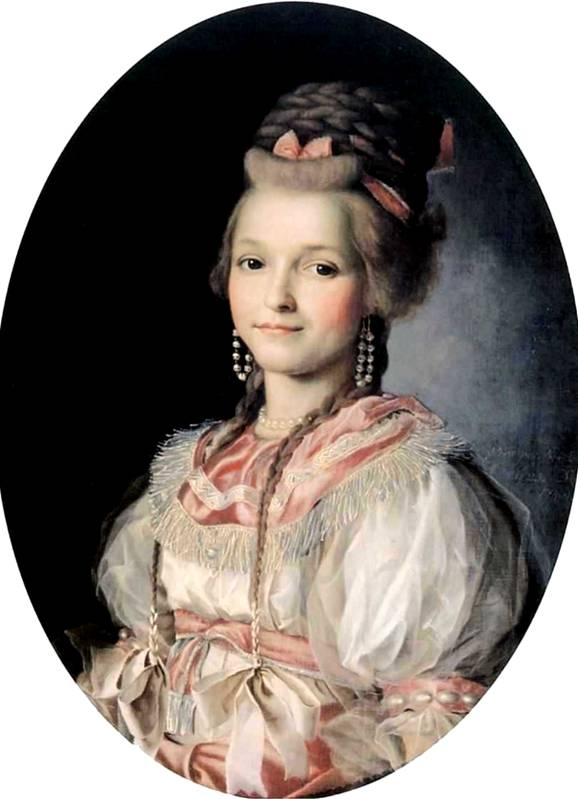
Tatjana Wassilewna Schlykowa-Granatowa (N. I. Argunow, 1789, Schlossmuseum Kuskowo)

Tatjana Wassilewna Schlykowa-Granatowa (russisch Татьяна Васильевна Шлыкова-Гранатова; * 1773 in Moskau; † 25. Januarjul. / 6. Februar 1863greg. in St. Petersburg) war eine russische Balletttänzerin und Opernsängerin.

## Leben
Tatjanas Vater Wassili Schlykow war leibeigener Bauer des Grafen Pjotr Scheremetew und arbeitete in dessen Haus-Arsenal. Ihre Mutter Jelena Schlykowa diente bei der Gräfin Warwara Alexejewna Scheremetewa, Frau Pjotr Scheremetews und Tochter des russischen Reichskanzlers Fürst Alexei Tscherkasski. Im Alter von 7 Jahren wurde sie zur Ausbildung für das Leibeigenen-Theater des Grafen in das Herrschaftshaus in Kuskowo aufgenommen. Unterrichtet wurde sie in Etikette, Deklamation, Französisch, Italienisch, Musik, Gesang und Tanz. Ihr Lehrer war der bekannte Choreograph Charles Le Picq. Früh trat sie als  Primaballerina in Kuskowo mit dem Künstlernamen Granatowa (Granat) auf. Bei einem Besuch Kaiserin Katharinas II. in Kuskowo ließ die Kaiserin nach Tatjanas Auftritt sie in ihre Loge rufen, lobte ihren Tanz und schenkte ihr einige Tscherwonzen. Nach dem Tode Graf Pjotr Scheremetews führte sein Sohn und Nachfolger Graf Nikolai Scheremetew das Leibeigenen-Theater im erneuerten Theater-Schloss Ostankino fort.
Tatjana begeisterte das Publikum im Pas de deux und Pas de trois, in komödiantischen Rollen (als Annette im Ballett Annette et Lubin von Jean-François Marmontel) und in dramatischen Rollen (als Krëusa im Ballett Médée et Jason von Jean-Joseph Rodolphe, als Königin im Ballett Inês de Castro von François-Adrien Boieldieu). Auch trat sie in Opern auf (als junge Samniterin in der Oper Les mariages samnites von André Grétry, als Clarissa in der Oper Il duello comico von Giovanni Paisiello).
1803 wurde Tatjanas Freundin Praskowja von Graf Nikolai Scheremetew geheiratet, wobei Tatjana eine Trauzeugin war. 1803 starb Praskowja. Tatjana erhielt ihren Freibrief und blieb im Hause Graf Nikolai Scheremetews. Nach dem Tode Graf Nikolai Scheremetews 1809 zog sie seinen Sohn Dmitri auf, und später half sie bei der Erziehung seines Enkels Sergei.
Tatjana war eine regelmäßige Kirchgängerin und beachtete die Fastenzeiten. Mehrmals besuchte sie die Sergius-Einsiedelei am Meer (Sergijewa Pustyn) bei St. Petersburg, mit dessen Archimandrit Ignatius Brjantschaninow sie bekannt war.